# 藤原永継
藤原 永継（ふじわら の ながつぐ）は、奈良時代の貴族。名は長継とも表記される。藤原北家、大納言・藤原真楯の子。官位は正五位下。

## 経歴
宝亀3年（772年）正月3日無位から従五位下に叙爵。宝亀6年（775年）4月25日内兵庫正に任ぜられる。
その後の消息は不明で位階は正五位下に至る。